# Ovidiu-Virgil Drăgănescu
Ovidiu-Virgil Drăgănescu (n. 26 august 1964, Eftimie Murgu, România) este un deputat român în legislatura 1996-2000, ales în județul Timiș pe listele partidului PNL.

## Legături externe
- Ovidiu-Virgil Drăgănescu Arhivat în 21 iunie 2024, la Wayback Machine. la cdep.ro